# Anna Louise Tranæs Didriksen
Anna Louise Tranæs Didriksen (født 6. juni 1965) er en dansk studievært . Hun er uddannet skolelærer fra Jonstrup Seminarium og ansat på TV2 Sport som studievært i 1994. Har desuden været vært på programmer som Helt Solgt og Go' Aften Danmark.
Hun er i 2011 vært på programmet Vild Med Dyr på TV 2/Østjylland.
Gift med Ronni Didriksen og mor til 3 børn.